# جاستین برینر
جاستین برینر (به انگلیسی: Justin Briner) یک صداپیشهٔ آمریکایی است. وی صداگذاری نسخه‌های انگلیسی زبان فیلم‌های انیمه ژاپنی و سریال‌های تلویزیونی را ارائه کرده است.